# Дергачёв, Иван Фёдорович
Иван Фёдорович Дергачёв (23 июня 1897, Судаково, Тульская губерния — ?) — полковник ВС СССР, начальник 1-го Саратовского танкового училища (оно же Саратовское высшее военное командно-инженерное училище ракетных войск) в 1944—1946 годах.

## Биография
Русский, из рабочих. Окончил в 1912 году экстерном четыре класса гимназии. В РККА с 1918 года, участник боёв на Юго-Западном фронте. С ноября 1918 по июль 1919 года — красноармеец 5-го стрелкового полка 9-й армии. Далее пребывал на административных должностях:
- с августа 1919 по август 1921 годов — письмоводитель и делопроизводитель 19-й Тульской штрафной роты;
- с августа по декабрь 1921 года — помощник делопроизводителя Тульского карантинного пункта;
- с декабря 1921 по декабрь 1923 годов — статистик политсекретариата Тульского губернского военкомата.

С декабря 1923 года по август 1925 года служил в 252-м стрелковом полку 84-й стрелковой дивизии как адъютант, командир взвода и делопроизводитель. С сентября 1925 по август 1927 года учился в Московской пехотной школе имени Ашенбреннера. Член ВКП(б) с 1926 года. С сентября 1927 по март 1934 года служил в 133-м стрелковом полку, пройдя путь от командира взвода до начальника штаба. С апреля 1934 по февраль 1935 года — начальник штаба 3-го танкового батальона 133-й механизированной бригады, с марта 1935 по декабрь 1936 года — помощник начальника оперативного отделения той же бригады.
С января 1937 по апрель 1938 года — командир 2-го танкового батальона 8-й механизированной бригады, в том же году окончил факультет вечернего и заочного обучения Военной академии им. М. В. Фрунзе. С апреля 1938 по октябрь 1939 года — начальник оперативного отделения 45-го механизированного корпуса (впоследствии 25-го танкового корпуса). Полковник (28 ноября 1939). С октября 1939 по март 1941 года — военный атташе при полпредстве СССР в Болгарии (с октября 1940 года и военно-воздушный атташе), резидент советской разведки. Один из создателей и куратор разведгрупп К. Белева — А. Пеева, П. Шатева, куратор группы В. Заимова и других групп. С апреля по август 1941 года — начальник штаба 2-й танковой дивизии 3-го механизированного корпуса в Прибалтийском военном округе.
В начале Великой Отечественной войны занимал пост старшего помощника начальника оперативного отдела штаба Северо-Западного фронта с августа по ноябрь 1941 года. С ноября 1941 по июнь 1944 года — преподаватель тактики в Военной академии механизации и моторизации, с июля 1944 по август 1946 года — начальник 1-го Саратовского танкового училища, с сентября 1946 по май 1947 года в распоряжении начальника Управления кадров бронетанковых и механизированных войск. Вышел в отставку в 1947 году.

## Награды
- Орден Ленина (21 февраля 1945) — за долголетнюю и безупречную службу в Красной Армии[2]
- Орден Красного Знамени (3 ноября 1944) — за долголетнюю и безупречную службу в Красной Армии[3]
- Орден Красной Звезды (1944)[1]
- Медаль «За победу над Германией в Великой Отечественной войне 1941—1945 гг.» (9 мая 1945)[4]
- иные медали[1]